# 汪滔 (1916年)
汪滔（1916年11月—），中华人民共和国政治人物、外交官。
1979年，担任首位中华人民共和国驻巴巴多斯大使。1984年，由李颉接任。